# Hospital de Santiago (Zafra)
El hospital de Santiago es un inmueble de la localidad española de Zafra, en la provincia de Badajoz.

## Descripción

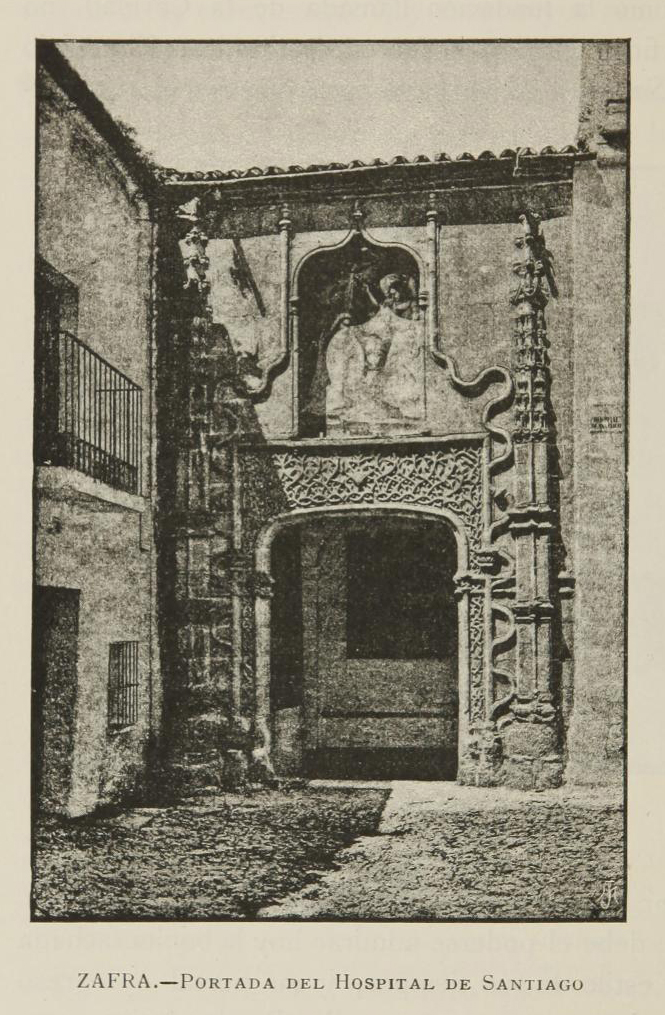
Portada del inmueble en el

Fundado en el siglo XV, también fue conocido con el nombre de «hospital de la Salutación».
A finales del siglo XIX, Nicolás Díaz y Pérez contaba en España, sus monumentos y artes, su naturaleza e historia. Extremadura. Badajoz y Cáceres (1887) cómo los duques de Feria lo dotaron con 13 000 reales de renta anual en medicinas y alimentos para los cuarenta enfermos pobres que recibía al año de media, además de los sueldos de capellán, médico, sangrador y enfermero. Era por aquel entonces el único establecimiento benéfico con que contaba Zafra, «porque los hospitales de San Miguel y San Ildefonso, como la fundación llamada de la Caridad, no cumplen con los fines para que fueron instituidos».
En 1972 fue ocupado por religiosas que pasarían a regentar un centro de atención de «mujeres con deficiencias psíquicas».
Del edificio destaca su portada gótica, que en opinión de Díaz y Pérez era, junto al alcázar, «de lo más interesante que Zafra reúne hoy en el orden arqueológico, entre todos sus edificios civiles y religiosos».